# Bottenfjärden, Uppland
Bottenfjärden är en sjö i Norrtälje kommun i Uppland och ingår i Broströmmens huvudavrinningsområde. Sjön har en area på 1,14 kvadratkilometer och ligger 2 meter över havet.

## Delavrinningsområde
Bottenfjärden ingår i det delavrinningsområde (663942-166718) som SMHI kallar för Utloppet av Bottenfjärden. Medelhöjden är 11 meter över havet och ytan är 5,77 kvadratkilometer. Det finns ett avrinningsområde uppströms, och räknas det in blir den ackumulerade arean 6,38 kvadratkilometer. Vattendraget som avvattnar avrinningsområdet har biflödesordning 2, vilket innebär att vattnet flödar genom totalt 2 vattendrag innan det når havet efter 14 kilometer. Avrinningsområdet består mestadels av skog (42 procent), öppen mark (11 procent) och jordbruk (25 procent). Avrinningsområdet har 1,13 kvadratkilometer vattenytor vilket ger det en sjöprocent på 19,5 procent.